# 진 성후
진 성후(晉成侯)는 중국 서주 시대 진나라의 제4대 임금이다. 이름은 복인(服人)이다.
아버지 진 무후의 뒤를 이어 진후가 되었으며, 아들 복(福)이 그 뒤를 이어 진 여후가 되었다.